# Sonja, Vương hậu Na Uy
Vương hậu Sonja của Na Uy (nhũ danh: Sonja Haraldsen, sinh ngày 04 tháng 07 năm 1937) là vợ của Vua Harald V và là mẹ của Thái tử Haakon - người sẽ kế vị ngai vàng của Vương quốc Na Uy trong tương lai.

## Trước khi kết hôn
Vương hậu Sonja được sinh ra tại Oslo vào ngày 04 tháng 07 năm 1937 là con gái của một người bán quần áo tên là Karl August Haraldsen (1889–1959) và mẹ bà là Dagny Ulrichsen (1898–1994).
Vương hậu Sonja lớn lên tại 1B Tuengen Alle ở quận Vinderen ở Oslo và chương trình cấp II vào năm 1954. Bà đã nhận được một văn bằng trong ngành may mặc và may tại Trường Trung cấp nghề Oslo, cũng như bằng tốt nghiệp từ École des Jeunes Filles Professionelle tại Lausanne, Thụy Sĩ. Ở đó, bà đã học kế toán, thiết kế thời trang và khoa học xã hội.
Bà trở về Na Uy để nghiên cứu sâu hơn và nhận được văn bằng đại học (tiếng Pháp, tiếng Anh và lịch sử nghệ thuật) từ Đại học Oslo.

## Nghệ thuật
Vương hậu Sonja là một nhiếp ảnh gia kỳ cựu, bà có một sự quan tâm cuồn nhiệt đến nghệ thuật. Bà là một nhà sản xuất in ấn và tổ chức triển lãm với Kjell Nupen và Ornulf Opdahl trong năm 2011 và năm 2013. 
Giải thưởng nghệ thuật Vương hậu Sonja Bắc Âu được thành lập vào năm 2011 với việc Tiina Kivinen đến từ Phần Lan là người đầu tiên nhận được giải vào năm 2012. Giải thưởng sẽ được trao hai năm một lần.

## Hậu duệ
- Vương nữ Martha Louise của Na Uy, sinh ngày 22 tháng 09 năm 1971. Cô kết hôn với Ari Behn, sinh ngày 30 tháng 09 năm 1972, cuộc hôn nhân diễn ra vào ngày 24 tháng 05 năm 2002. Họ có ba người con gái: 
  - Maud Angelica Behn, sinh ngày 29 tháng 04 năm 2003
  - Leah Isadora Behn, sinh ngày 08 tháng 04 năm 2005
  - Emma Tallulah Behn, sinh ngày 29 tháng 09 2008
- Thái tử Haakon Magnus của Na Uy, sinh ngày 20 tháng 07 năm 1973. Ông kết hôn với Mette-Marit Tjessem Hoiby, sinh ngày 19 tháng 08 năm 1973, cuộc hôn nhân diễn ra vào ngày 25 tháng 08 năm 2001. Cô có một con trai từ mối quan hệ trước đó là Marius Borg Hoiby, sinh ngày 13 tháng 01 năm 1997. Họ có hai con: 
  - Vương tôn nữ Ingrid Alexandra, sinh ngày 21 tháng 01 năm 2004, hiện cô đứng thứ 2 trong dòng kế vị ngai vàng của Vương quốc Na Uy chỉ sau cha cô.
  - Vương tôn Sverre Magnus, sinh ngày 03 tháng 12 năm 2005, hiện cậu đứng thứ 3 trong dòng kế vị ngai vàng của Vương quốc Na Uy chỉ sau cha và chị gái cậu.